# 百沙基母庙

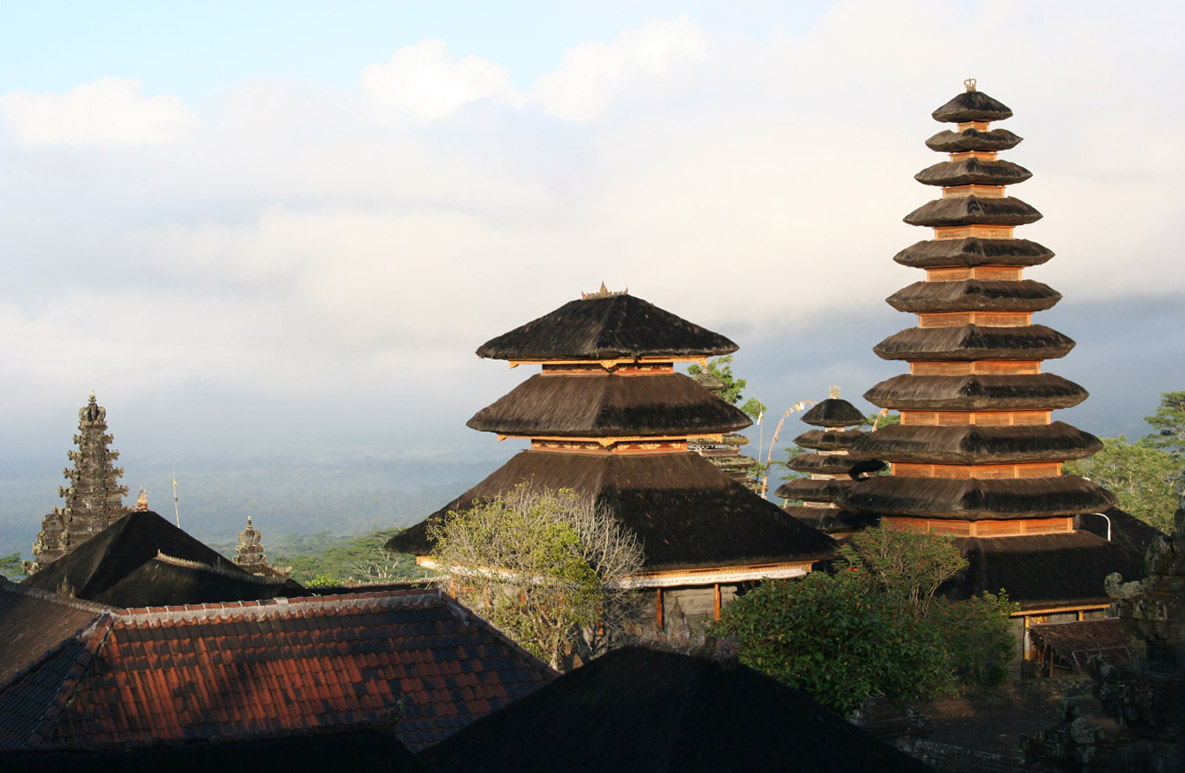
母庙晨曦

百沙基母庙（印尼语：Pura Besakih）位于印度尼西亚巴厘岛东部，修建于号称“大地肚脐”阿贡火山南坡之上的百沙基村，是巴厘岛上最神圣的印度教寺庙。
百沙基母庙早在1995年就已申报“世界遗产”，但是至今仍未认定。

## 历史
百沙基母庙所处的位置在史前时期就被人们视为圣地，寺庙的基石类似金字塔的巨石阶梯结构，它们的历史至少可追溯到2,000年前。
百沙基母庙建筑的历史可以追溯到公元14世纪。公元1284年，来自爪哇的入侵者占领了巴厘岛，并将此地用作印度教的祭祀场地。
至15世纪，百沙基母庙成为了印尼Gelgel王朝下的一个国家神庙。
1963年，阿贡火山爆发，造成1700人死亡。但是火山岩浆却从几码之外流过寺庙，百沙基母庙幸免于难。这被巴厘岛人视为奇迹，并被认作是众神传达其展示威力但不摧毁信仰的旨意。

## 建筑
百沙基母庙由修建于同一等高线上的22座寺庙组成，有阶梯延伸到通向主庙大神殿的各个小院与砖门，全部沿主轴对称设计，引导信徒不断攀登接近神山。
整座寺庙的中心是大神殿与莲花宝座。

## 节日与游览
为了祭祀每位神祇，每年在此举行至少70次的庆典。节日是由一年210天的巴厘岛乌库历法而定。
2013年，百沙基母庙接待了 84,368 位外国游客（占总游客数的77.2%）和 24,853 印尼国内游客（占总游客数的22.8%）。

## 图集

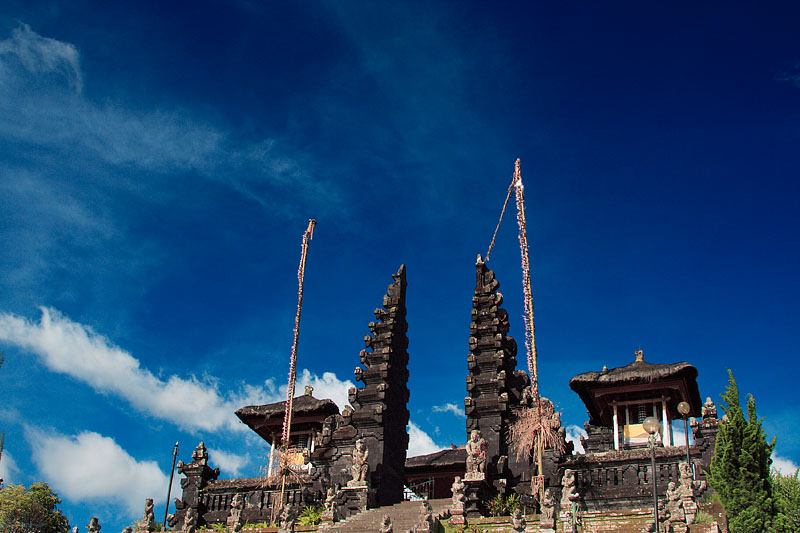
百沙基主庙
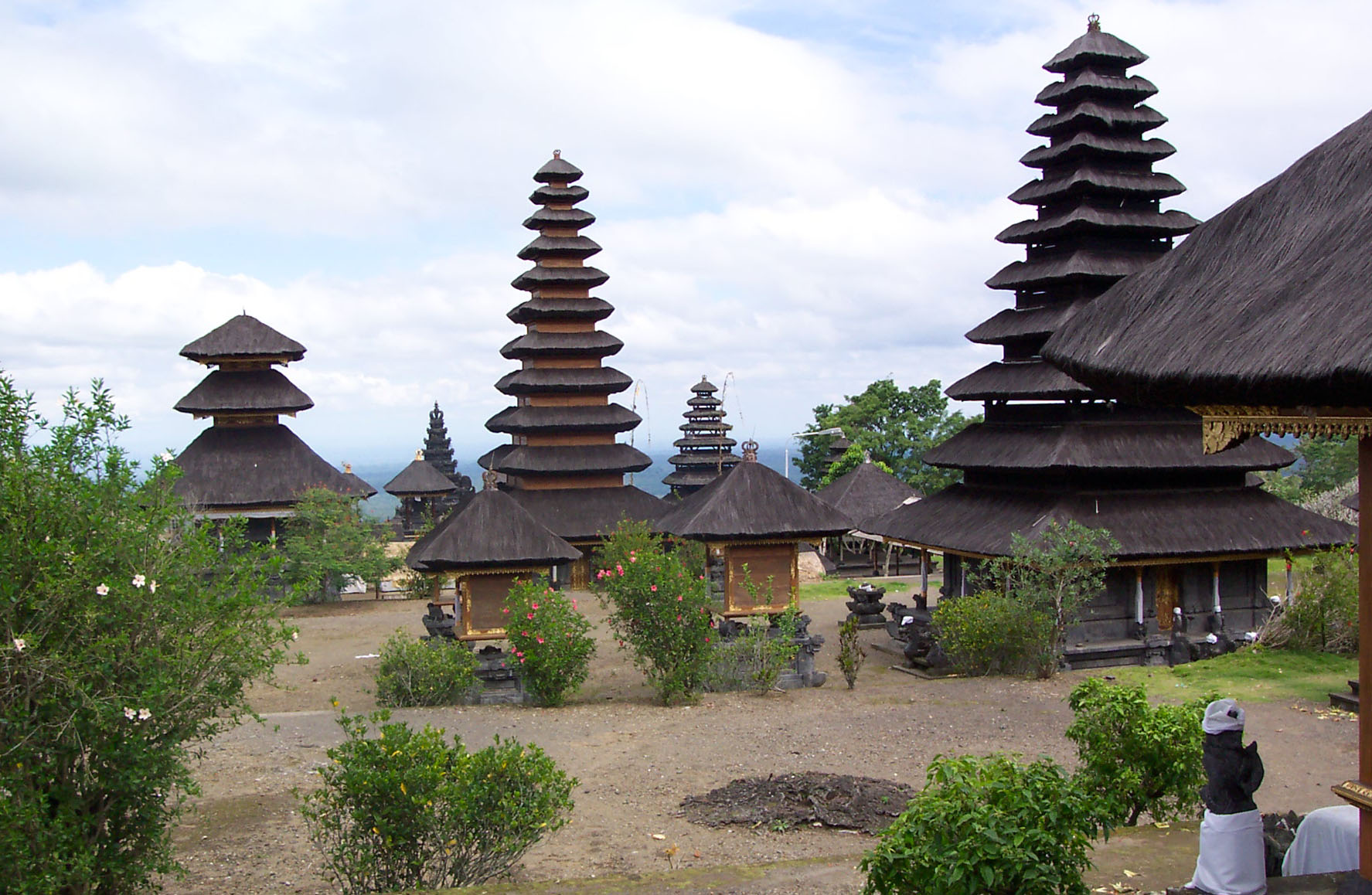
百沙基母庙
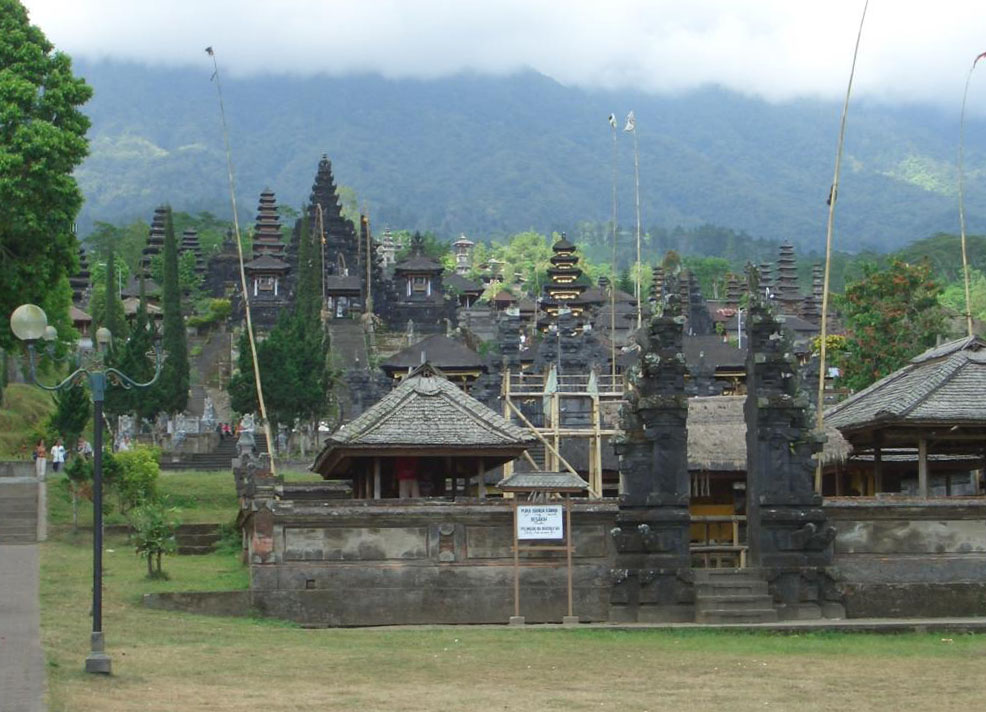
百沙基母庙
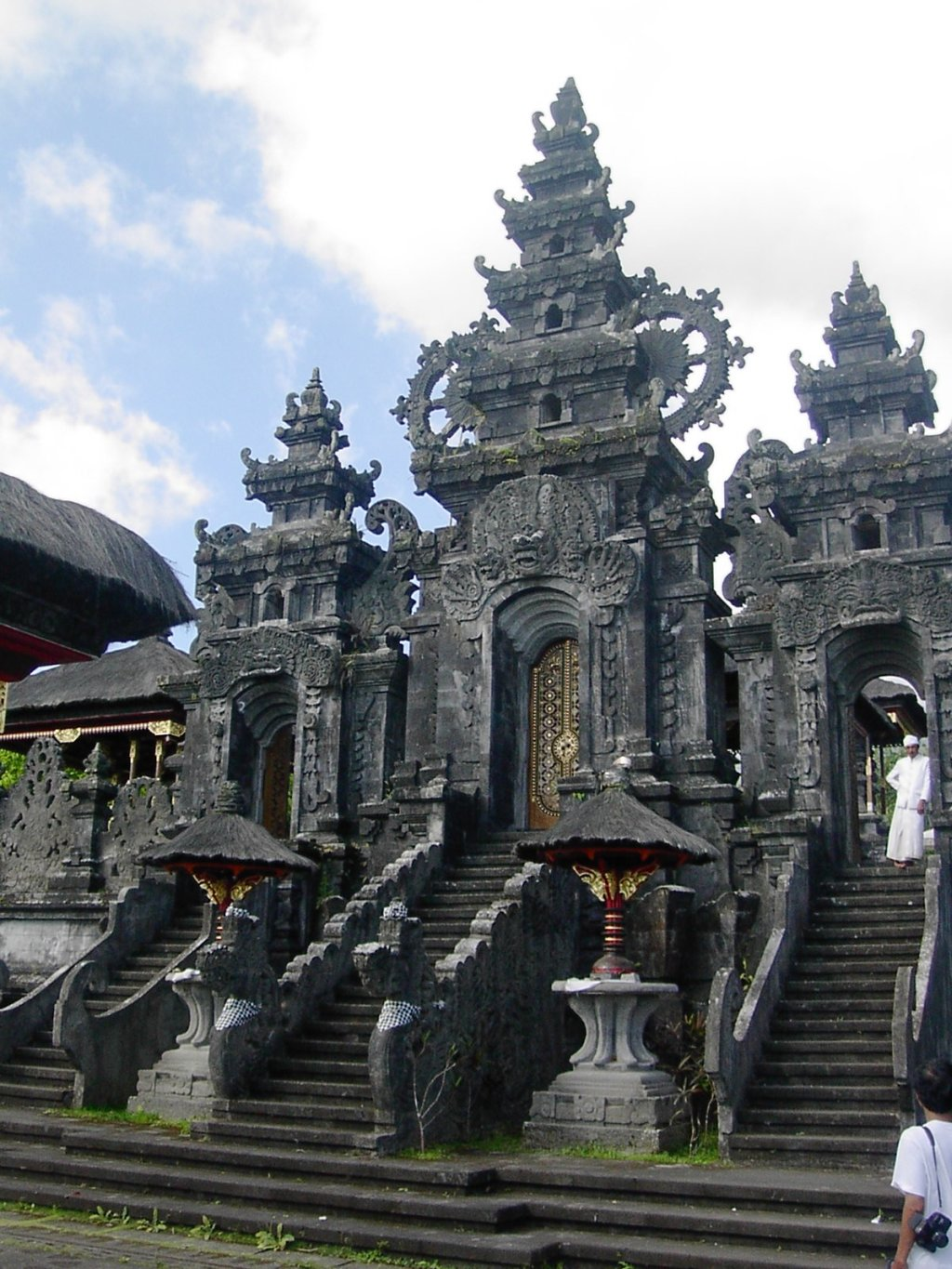
百沙基母庙
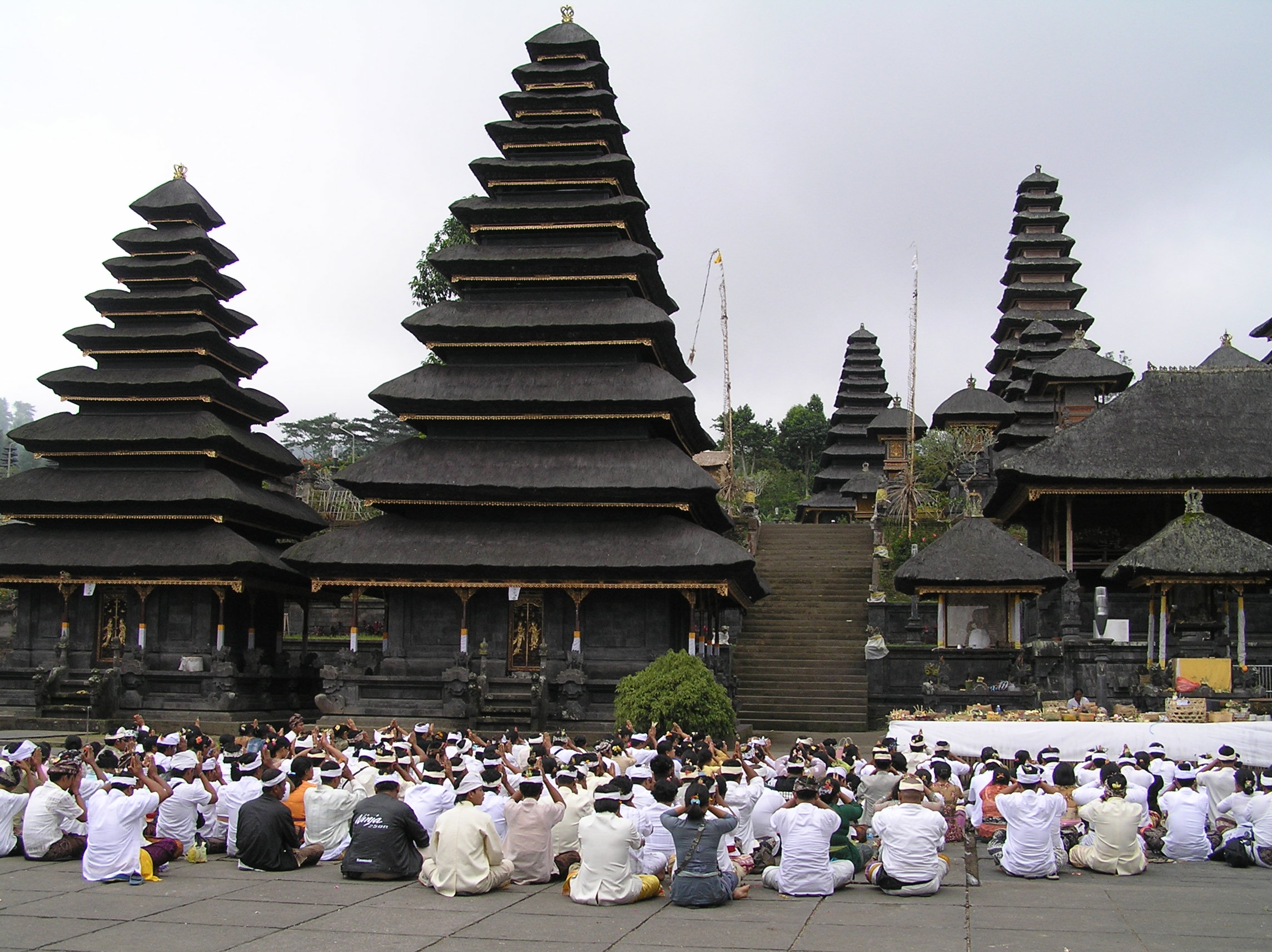
百沙基母庙礼拜仪式